# Clapra oculata
Clapra oculata är en fjärilsart som beskrevs av William Schaus 1914. Clapra oculata ingår i släktet Clapra och familjen nattflyn. Inga underarter finns listade i Catalogue of Life.